# Campeonato Africano de Atletismo de 2014 - Lançamento de dardo masculino
A prova do lançamento de dardo masculino do Campeonato Africano de Atletismo de 2014 foi disputada no dia 14 de agosto de 2014 no Estádio de Marrakech  em Marrakech, no Marrocos. Participaram da prova 13 atletas. 

## Recordes
Antes desta competição, os recordes mundiais e do campeonato nesta prova eram os seguintes:
|                       | Nome          | Nacionalidade | Distância | Local        | Data                   |
| --------------------- | ------------- | ------------- | --------- | ------------ | ---------------------- |
| Recorde mundial       | Jan Železný   | Chéquia       | 98m 48cm  | Jena         | 25 de maio de 1996     |
| Recorde do campeonato | Tom Petranoff | África do Sul | 87m 26cm  | Belle Vue    | 28 de junho de 1992    |
| Recorde africano      | Kuala Lumpur  | África do Sul | 88m 75cm  | Kuala Lumpur | 21 de setembro de 1998 |

## Medalhistas
| Ouro              | Prata                           | Bronze                  |
| Julius Yego (KEN) | Ihab Abdelrahman El Sayed (EGY) | Robert Oosthuizen (RSA) |

## Cronograma
Todos os horários são locais (UTC+1).
| Data         | Hora  | Evento |
| ------------ | ----- | ------ |
| 14 de agosto | 18:20 | Final  |

## Resultado final
| Posição           | Atleta                    | Nacionalidade      | #1    | #2    | #3    | #4    | #5    | #6    | Resultados | Notas            |
| ----------------- | ------------------------- | ------------------ | ----- | ----- | ----- | ----- | ----- | ----- | ---------- | ---------------- |
| Medalha de ouro   | Julius Yego               | Quênia             | 80.57 | 82.77 | x     | 84.12 | 84.72 | x     | 84.72      |                  |
| Medalha de prata  | Ihab Abdelrahman El Sayed | Egito              | 81.09 | 82.35 | 80.84 | x     | 81.09 | 83.59 | 83.59      |                  |
| Medalha de bronze | Robert Oosthuizen         | África do Sul      | x     | 68.25 | 77.81 | 72.57 | 77.50 | 75.78 | 77.81      |                  |
| 4                 | Adriaan Stephanus Beukes  | Botswana           | 66.82 | 66.02 | 67.81 | 72.99 | 76.52 | 65.40 | 76.52      | Recorde nacional |
| 5                 | John Ampomah              | Gana               | x     | x     | 75.50 | 73.26 | 75.99 | 75.85 | 75.99      | Recorde nacional |
| 6                 | Rocco van Rooyen          | África do Sul      | 75.41 | 72.62 | 73.07 | x     | x     | x     | 75.41      |                  |
| 7                 | Alex Kiprotich            | Quênia             | 64.39 | 69.25 | 72.43 | x     | x     | –     | 72.43      |                  |
| 8                 | Bilal Nouali              | Marrocos           | x     | 61.71 | 66.45 | 66.24 | 65.09 | x     | 66.45      |                  |
| 9                 | Othow Okello              | Etiópia            | 65.87 | 64.50 | 62.14 |       |       |       | 65.87      |                  |
| 10                | Mitko Tilahun             | Etiópia            | 57.47 | 60.36 | 56.21 |       |       |       | 60.36      |                  |
| 11                | Jean Michel Matsounga     | República do Congo | 59.62 | 54.69 | 57.46 |       |       |       | 59.62      |                  |
| 12                | Sanja Santse              | Etiópia            | x     | 58.01 | 46.82 |       |       |       | 58.01      |                  |
| 13                | Juma Ali Seifi            | Tanzânia           | 46.51 | 47.61 | 49.01 |       |       |       | 49.01      |                  |

Legenda
| Recorde mundial       | Recorde mundial (World record)               |                       | Recorde africano                      | Recorde africano (African) |                                           | Q | Classificado por posição (Qualified) |
| Recorde do campeonato | Recorde do campeonato (Championship record)  | Recorde da América    | Recorde da América (Americas)         | q                          | Classificado por melhor tempo (Qualified) |   |                                      |
| Melhor marca do ano   | Melhor marca do ano (World leading)          | Recorde asiático      | Recorde asiático (Asian)              | DNS                        | Não largou (Did not start)                |   |                                      |
| Recorde nacional      | Recorde nacional (National record)           | Recorde europeu       | Recorde europeu (European)            | DNF                        | Não terminou (Did not finish)             |   |                                      |
| Recorde pessoal       | Recorde pessoal do atleta (Personal best)    | Recorde da Oceania    | Recorde da Oceania (Oceania)          | DSQ / DQ                   | Desclassificado (Disqualified)            |   |                                      |
| Recorde da temporada  | Recorde da temporada do atleta (Season best) | Recorde sul-americano | Recorde sul-americano (South America) | NM                         | Sem marca (No mark)                       |   |                                      |